# Melitomella schwarzi
Melitomella schwarzi är en biart som först beskrevs av Michener 1954.  Melitomella schwarzi ingår i släktet Melitomella och familjen långtungebin. Inga underarter finns listade i Catalogue of Life.